# Barlow (Kentucky)
Barlow és una població dels Estats Units a l'estat de Kentucky. Segons el cens del 2000 tenia 715 habitants.

## Demografia
Segons el cens del 2000, Barlow tenia 715 habitants, 334 habitatges, i 189 famílies. La densitat de població era de 541,3 habitants/km².
Dels 334 habitatges en un 27,5% hi vivien nens de menys de 18 anys, en un 41,3% hi vivien parelles casades, en un 12,6% dones solteres, i en un 43,4% no eren unitats familiars. En el 40,4% dels habitatges hi vivien persones soles el 18,6% de les quals corresponia a persones de 65 anys o més que vivien soles. El nombre mitjà de persones vivint en cada habitatge era de 2,14 i el nombre mitjà de persones que vivien en cada família era de 2,87.
Per edats la població es repartia de la següent manera: un 24,5% tenia menys de 18 anys, un 7% entre 18 i 24, un 27,4% entre 25 i 44, un 22,1% de 45 a 60 i un 19% 65 anys o més.
L'edat mediana era de 38 anys. Per cada 100 dones de 18 o més anys hi havia 81,2 homes.
La renda mediana per habitatge era de 23.333 $ i la renda mediana per família de 28.214 $. Els homes tenien una renda mediana de 26.250 $ mentre que les dones 16.731 $. La renda per capita de la població era de 15.564 $. Entorn del 15,2% de les famílies i el 18,6% de la població estaven per davall del llindar de pobresa.

## Poblacions més properes
El següent diagrama mostra les poblacions més properes.